# 1887 au Québec
Cet article traite des événements survenus en 1887 au Québec. 

## Événements

### Janvier
- 25 janvier :
  - Louis-Adélard Sénécal est nommé sénateur[1].
  - John Jones Ross démissionne comme premier ministre du Québec et comme chef du Parti conservateur. Son bras droit à l'Assemblée législative, Louis-Olivier Taillon, est appelé à former le nouveau gouvernement. Taillon garde le même cabinet que son prédécesseur, sauf Henry Starnes qui succède à Ross comme commissaire à l'Agriculture et aux Travaux publics[2].
- 27 janvier :
  - ouverture de la première session de la 6e législature. Un député de l'opposition, Félix-Gabriel Marchand, devient orateur de l'Assemblée législative après que celle-ci a rejeté le candidat de Taillon, Narcisse-Henri-Édouard Faucher de Saint-Maurice[2].
  - l'Assemblée législative refuse l'ajournement proposé par Taillon et renverse son gouvernement par 35 voix contre 28. Taillon annonce aussitôt sa démission comme premier ministre du Québec. C'est la dernière fois qu'un gouvernement est renversé jusqu'à ce jour à l'Assemblée législative dans l'histoire du Québec. Honoré Mercier est appelé à former un gouvernement[2].
- 29 janvier : le gouvernement Mercier est assermenté. Ses ministres sont Pierre Garneau, Georges Duhamel, Joseph Shehyn, Ernest Gagnon et James McShane. David Alexander Ross (en) et Arthur Turcotte sont ministres sans portefeuille.
- 31 janvier : Pierre Garneau devient membre du Conseil législatif. Il avait été défait dans son district de Québec Comté lors de l'élection de 1886[2].

### Février
- 2 février :
  - la session est ajournée au 16 mars.
  - la Chambre de commerce de Montréal tient la première séance de son histoire[3].
- 12 février : les ministres du gouvernement Mercier sont tous réélus dans Saint-Hyacinthe, Montréal-Centre, Québec-Est, Iberville et Kamouraska[2].
- 22 février : les élections fédérales sont de nouveau remportées par le Parti conservateur de John A. Macdonald, qui obtient 123 députés contre 92 libéraux. Au Québec, le score est très serré avec 33 conservateurs élus contre 32 libéraux[4].

### Mars
- 2 mars :
  - l'un des ministres de Mercier, David Alexander Ross (en), est nommé au Conseil législatif[2].
  - John Abbott est élu maire de Montréal, succédant ainsi à Honoré Beaugrand. Il a obtenu 2 000 votes de plus que son adversaire Henri-Benjamin Rainville[5].
- 16 mars : la session reprend. Le discours du Trône annonce la prochaine convocation d'une conférence interprovinciale qui devrait se tenir à l'automne[6].
- 18 mars : le rapport d'un comité est présenté au conseil municipal de la ville de Québec sur les possibilités d'éclairer les rues de la ville à l'électricité. Les premiers lampadaires seront posés l'été suivant[7].
- 30 mars : en Chambre, un comité est nommé afin d'analyser l'opportunité de publier un « Journal des débats » de l'Assemblée législative[2].

### Avril
- 12 avril : le trésorier Joseph Shehyn prononce son premier discours du budget. Il annonce des dépenses de 4 779 000 $ et des recettes de 3 046 000 $ pour l'année en cours. Le gouvernement prévoit recourir à un emprunt[8].
- 13 avril : le comité sur le Journal des Débats dépose son rapport. Une somme de 4 000 $ devrait être accordée pour publier les discours importants de la session en cours[2].

### Mai
- Mai : l'Assemblée législative adopte une loi permettant aux Jésuites d'établir des maisons d'enseignement au Québec[9].
- 18 mai : la session est prorogée.

### Juin
- 2 juin : prétextant un mauvais état de santé, le chef du Parti libéral du Canada, Edward Blake, annonce sa démission[10].
- 7 juin : Wilfrid Laurier devient le nouveau chef du Parti libéral du Canada.
- 9 juin - Le chemin de fer reliant la rivière Outaouais au Témiscamingue est inauguré[11].

### Juillet
- 7 juillet : une partie de la citadelle de Québec est la proie des flammes, ce qui occasionne une certaine panique chez la population avoisinante à cause du danger de la dynamite que l'on y a entreposée. Le feu a débuté dans les écuries où tous les chevaux ont péri. Deux bâtiments adjacents ont subi des dommages considérables[12].
- 30 juillet : le libéral Odilon Goyette remporte l'élection partielle de La Prairie[2].

### Août
- 2 août : lors d'un discours à Plessisville, Wilfrid Laurier précise les buts d'un éventuel gouvernement libéral à Ottawa[6].
- 24 août : Édouard-Louis Pacaud et George Bryson Junior (en) deviennent membres du Conseil législatif[2].
- 29 août :
  - Honoré Mercier inaugure le chemin de fer reliant Québec au lac Saint-Jean[13].
  - le célèbre cirque Barnum présente un premier spectacle à Québec.

### Septembre
- 6 septembre : Honoré Mercier inaugure la première exposition provinciale de Québec[14].
- 10 septembre : une tannerie du quartier Québec de Montréal est la proie des flammes. Deux cent trente ouvriers se retrouvent sans emploi. La métropole a durement été touchée par les incendies cette année puisque les dégâts dus aux nombreux sinistres sont évalués à plus de 1 000 000 $[15].
- 12 septembre : la première exposition provinciale de Québec se termine. Elle a attiré 75 000 visiteurs et les recettes ont été d'environ 12 000 $[16].
- 14 septembre : le libéral Alfred Rochon remporte l'élection partielle d'Ottawa, obtenant 1 300 voix de plus que son adversaire[17].
- 24 septembre : Honoré Mercier invite John A. Macdonald à venir assister à la première conférence interprovinciale qui doit se tenir le 20 octobre suivant à Québec. Le premier ministre du Canada décline l'invitation[18].
- 30 septembre : le palais de l'archevêché de Québec est la proie d'un incendie. Les dégâts sont surtout confinés à l'intérieur de l'édifice et les pertes sont évaluées à 72 000 $[19].

### Octobre
- 10 octobre : les premiers ministres de l'Île-du-Prince-Édouard et de la Colombie-Britannique annoncent qu'ils n'assisteront pas à la conférence interprovinciale de Québec parce qu'ils n'ont, disent-ils, aucune divergence de vues avec le gouvernement fédéral[18].
- 20 au 28 octobre : Honoré Mercier (Québec), Oliver Mowat (Ontario), John Norquay (Manitoba), Andrew George Blair (Nouveau-Brunswick) et William Stevens Fielding (Nouvelle-Écosse) sont les principaux délégués de la conférence interprovinciale. On y discute de l'autonomie des provinces[20].
- 24 octobre : Auguste-Réal Angers succède à Louis François Rodrigue Masson au poste de lieutenant-gouverneur du Québec.

### Novembre
- 10 novembre : les résolutions de la conférence interprovinciale sont rendues publiques. On y énonce que le droit de désaveu d'une loi provinciale devrait être retiré au gouvernement fédéral, que les provinces devraient nommer la moitié des sénateurs et que les montants que le fédéral octroie aux provinces devraient être plus substantiels[21].

### Décembre
- 7 décembre : selon le journal Le Canadien, 2 000 personnes sur 200 000 possèdent maintenant le téléphone à Montréal. À Québec, le nombre d'abonnés est de 325 sur 65 000[22].

## Naissances
- 21 janvier - Georges Vézina (joueur de hockey sur glace) († 27 mars 1926)
- 4 février -  Nana de Varennes (actrice) († 1er juillet 1981)
- 20 février - Vincent Massey (gouverneur général du Canada) († 30 décembre 1967)
- 1er octobre - Gordon Wallace Scott (politicien) )† 14 décembre 1940)
- 31 octobre -
  - Édouard Lalonde (joueur de hockey sur glace) († 21 novembre 1970)
  - Hector Pellerin (chanteur) († 18 avril 1953)

## Décès
- 25 février - Augustin-Magloire Blanchet (personnalité religieuse) (º 22 août 1797)
- 11 octobre - Louis-Adélard Sénécal (homme d'affaires et politicien) (º 10 juillet 1829)
- 18 novembre - Joseph La Rocque (personnalité religieuse) (º 28 août 1808)